# Culex jenseni
Culex jenseni är en tvåvingeart som först beskrevs av Johannes Cornelis Hendrik de Meijere 1910.  Culex jenseni ingår i släktet Culex och familjen stickmyggor.